# 우정읍
우정읍(雨汀邑)은 경기도 화성시 남서쪽에 위치한 읍이다. 우정읍은 중심지인 조암리의 이름을 따 주로 "조암"이라 불리고, 이 이름이 우정을 대신하여 공공 시설물 등에 쓰이고 있다.
동쪽으로 장안면이 직접 인접해 있으며, 남쪽으로는 국화도에서 뱃길로 충청남도 당진시 석문면과 접한다. 북쪽으로는 우정읍 소속인 화옹방조제를 통해 서신면과 접한다. 이 지역은 충청 방언을 사용하는 지역이다.

## 연혁
- 고려 시대 : 쌍부현이라 칭함
- 조선 시대 말기 : 수원군 오정면(梧井面), 압정면(鴨汀面)
- 1906년 : 오정면과 압정면을 수원군에서 남양군으로 이관[1]
- 1913년 12월 29일 : 남양군과 수원군을 합하여 수원군으로 개편
- 1914년 3월 13일 : 우정면(雨井面)과 압정면(鴨汀面)을 합면하여 우정면(雨汀面)으로 통합
- 1949년 8월 15일 : 수원읍이 시로 승격, 수원(화성군)에서 분리 (이직제 41구를 13개리로 개정)
- 1961년 2월 10일 : 38개리로 행정구역 조정
- 1963년 12월 31일 : 42개리로 행정구역 조정
- 1982년 4월 1일 : 45개리로 행정구역 조정
- 1992년 10월 1일 : 49개리로 행정구역 조정
- 1997년 1월 1일 : 51개리로 행정구역 조정
- 2001년 3월 21일 : 화성시 우정면이 됨
- 2003년 6월 14일 : 우정면이 우정읍으로 승격
- 2006년 1월 1일 : 52개리로 행정구역 조정
- 2013년 10월 1일 : 53개리로 행정구역 조정[2]
- 2014년 1월 14일 : 54개리로 행정구역 조정[3]

## 행정 구역
| 법정리 | 한자   | 행정리                                                                          | 비고                      |
| ------ | ------ | ------------------------------------------------------------------------------- | ------------------------- |
| 원안리 | 元安里 | 원안1리, 원안2리, 원안3리                                                       |                           |
| 호곡리 | 虎谷里 | 호곡1리, 호곡2리, 호곡3리                                                       |                           |
| 운평리 | 雲坪里 | 운평1리, 운평2리, 운평3리, 운평4리                                              |                           |
| 한각리 | 閑角里 | 한각1리, 한각2리                                                                |                           |
| 멱우리 | 覓祐里 | 멱우1리, 멱우2리, 멱우3리                                                       |                           |
| 화수리 | 花樹里 | 화수1리, 화수2리, 화수3리, 화수4리                                              |                           |
| 주곡리 | 珠谷里 | 주곡1리, 주곡2리, 주곡3리                                                       |                           |
| 이화리 | 梨花里 | 이화1리, 이화2리, 이화3리, 이화4리, 이화5리                                     |                           |
| 석천리 | 石川里 | 석천1리, 석천2리, 석천3리, 석천4리                                              |                           |
| 매향리 | 梅香里 | 매향1리, 매향2리, 매향3리, 매향4리, 매향5리                                     |                           |
| 화산리 | 花山里 | 화산1리, 화산2리, 화산3리, 화산4리, 화산5리, 화산6리, 화산7리                   |                           |
| 조암리 | 朝岩里 | 조암1리, 조암2리, 조암3리, 조암4리, 조암5리, 조암6리, 조암7리, 조암8리, 조암9리 | 읍 행정복지센터 소재지    |
| 국화리 | 菊花里 | 국화리                                                                          | 국화도, 입파도 실질월경지 |
| 13리   |        | 53행정리                                                                        |                           |

## 사진

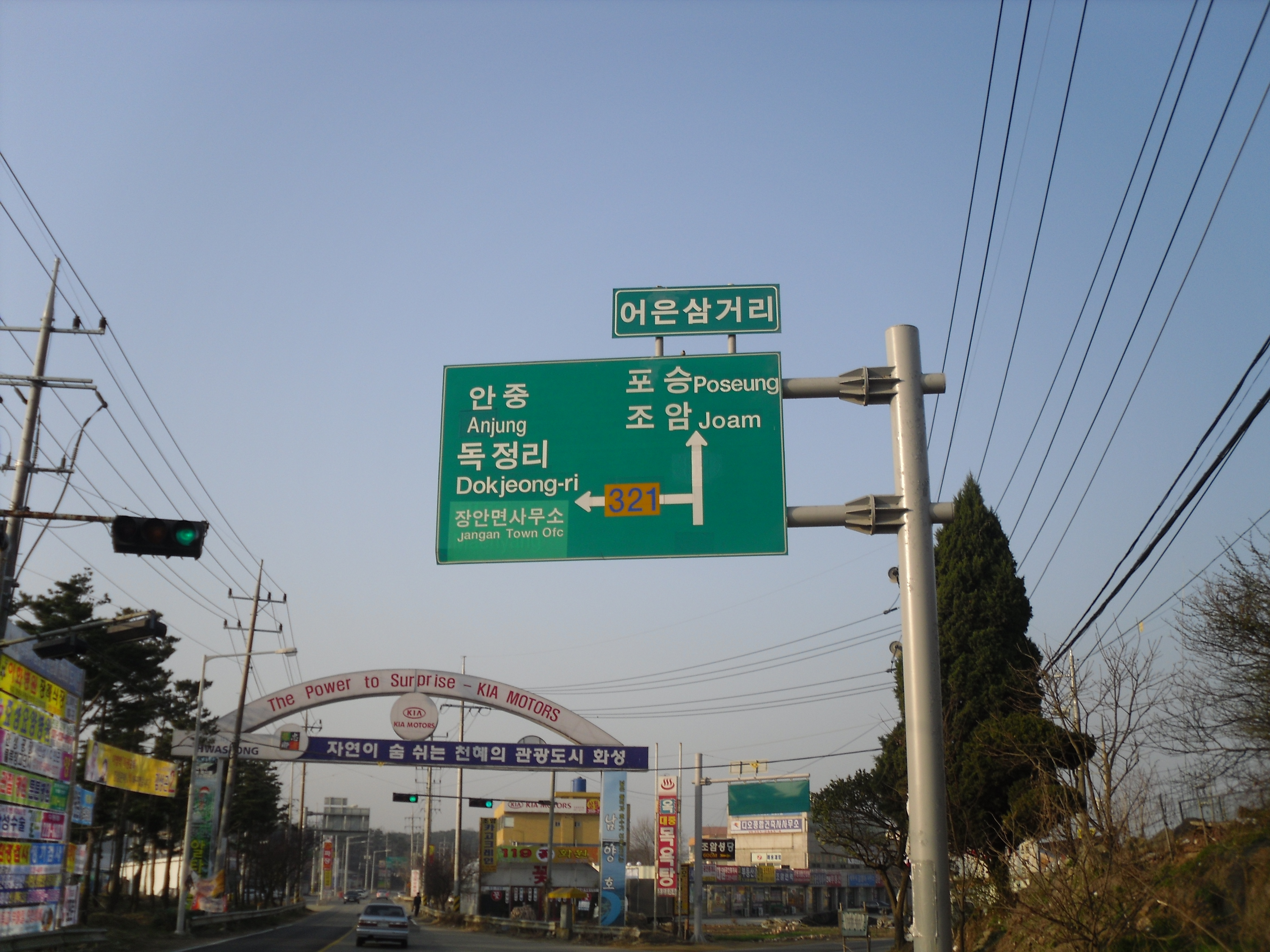
조암리 안내표지판
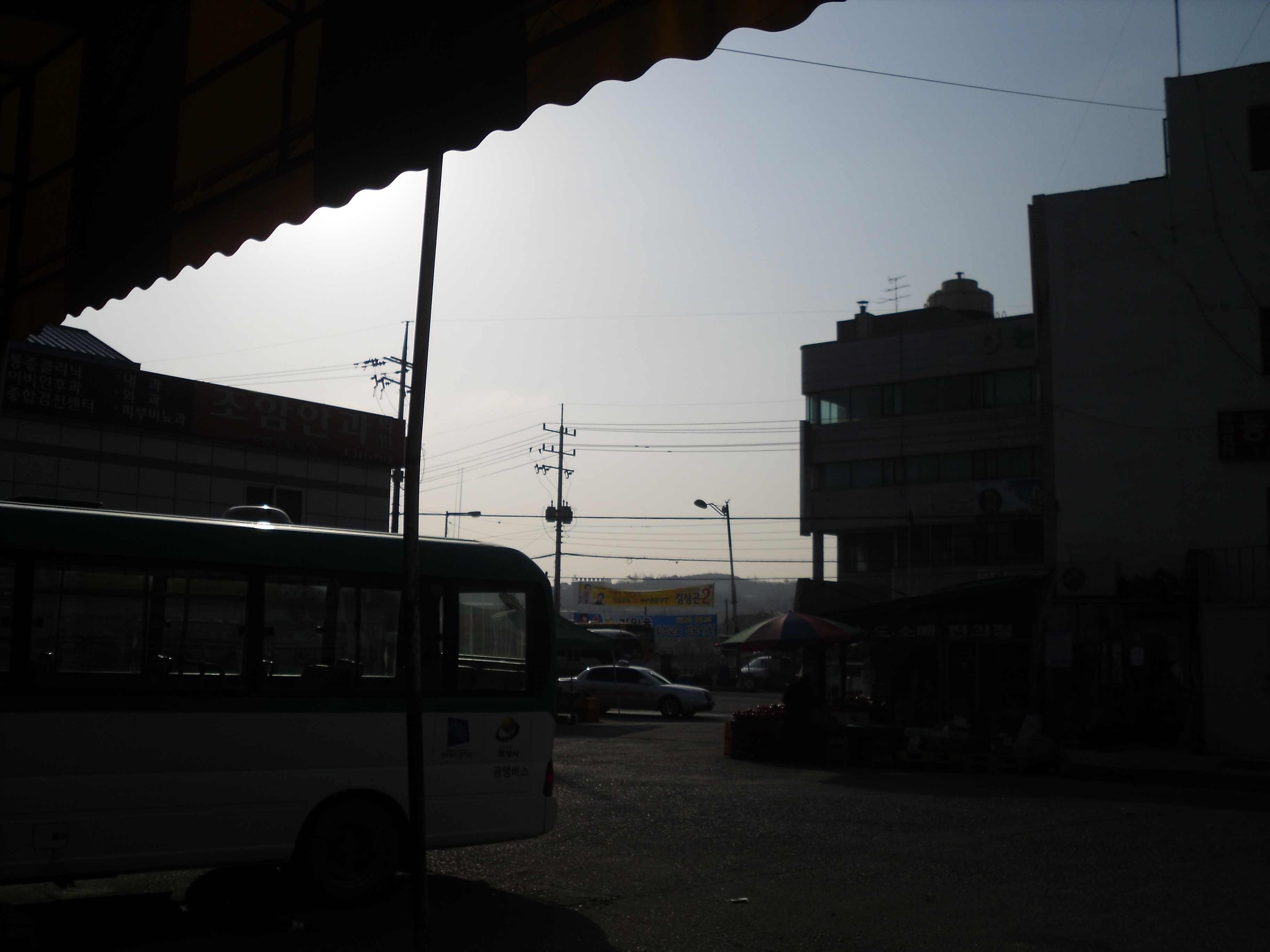
조암버스터미널
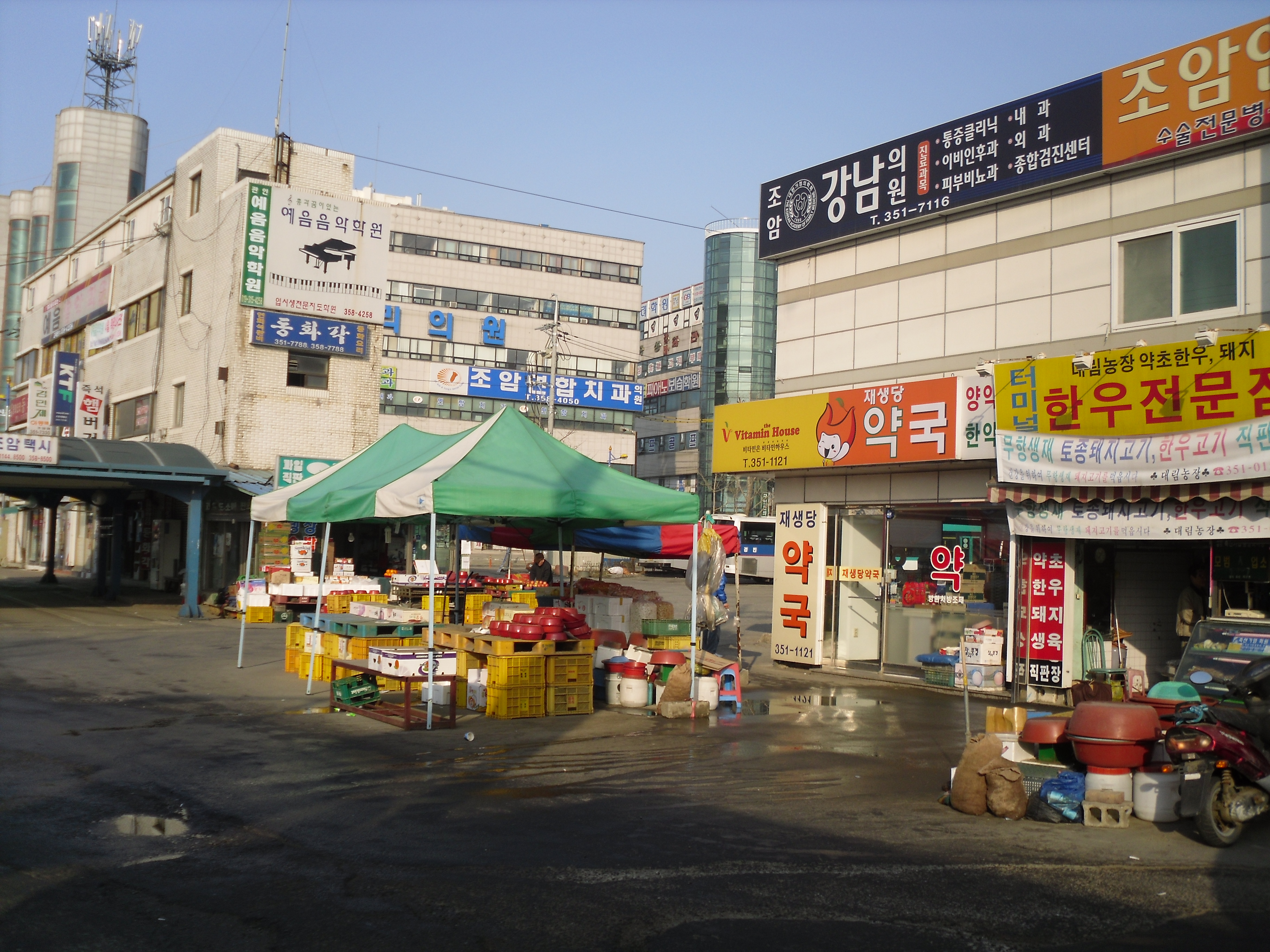
조암시장
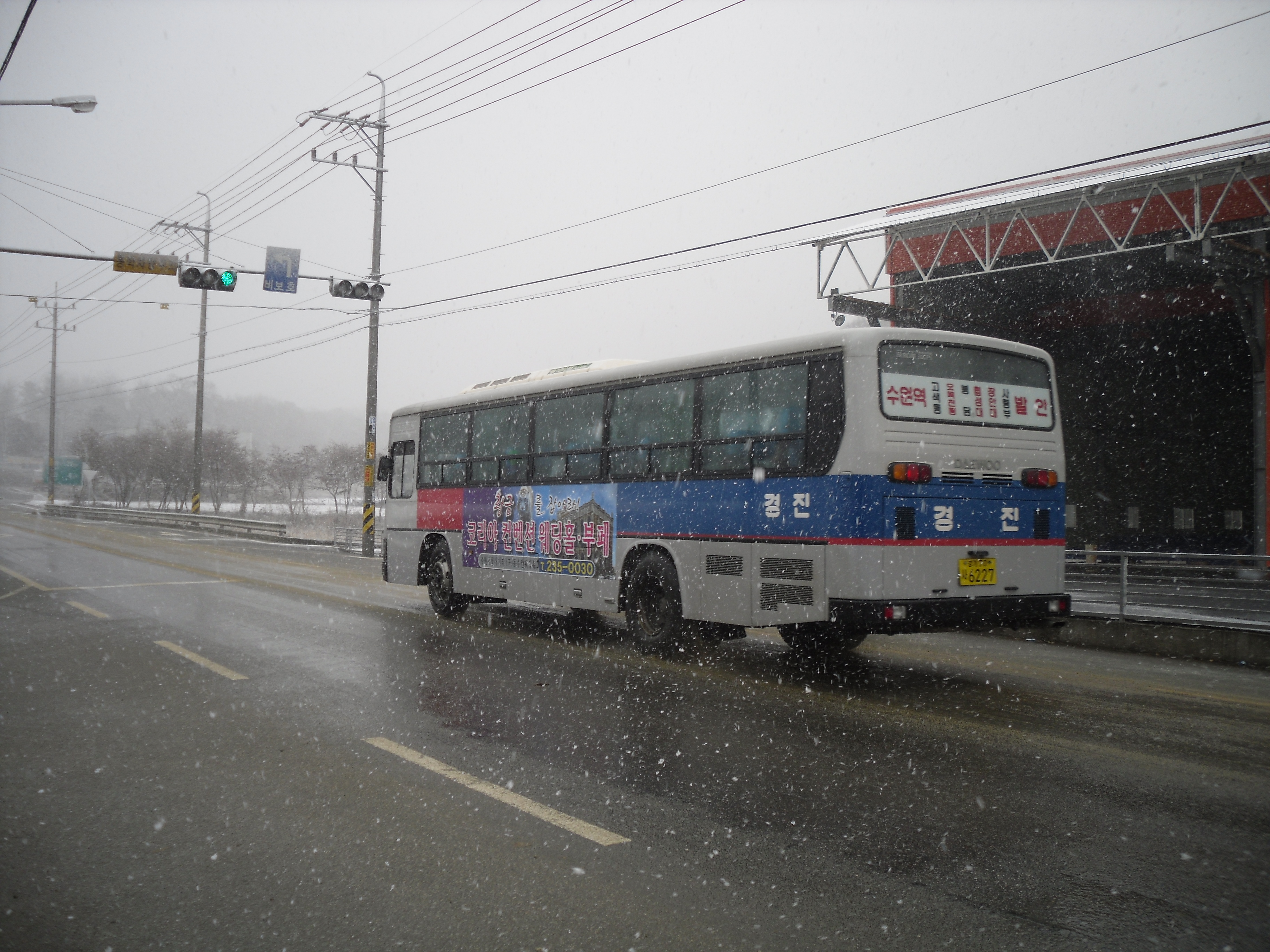
조암행 수원버스
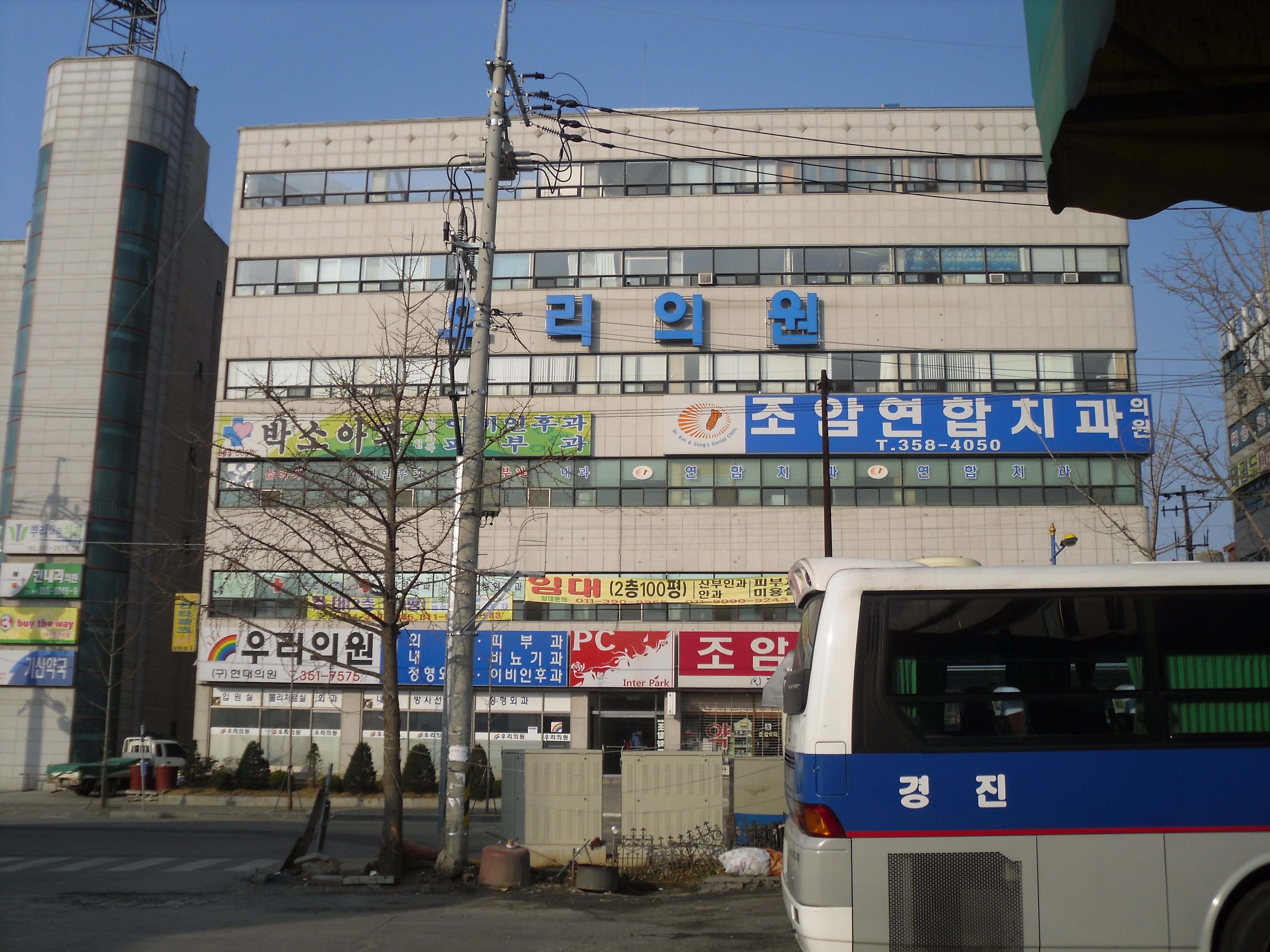
조암의료기관
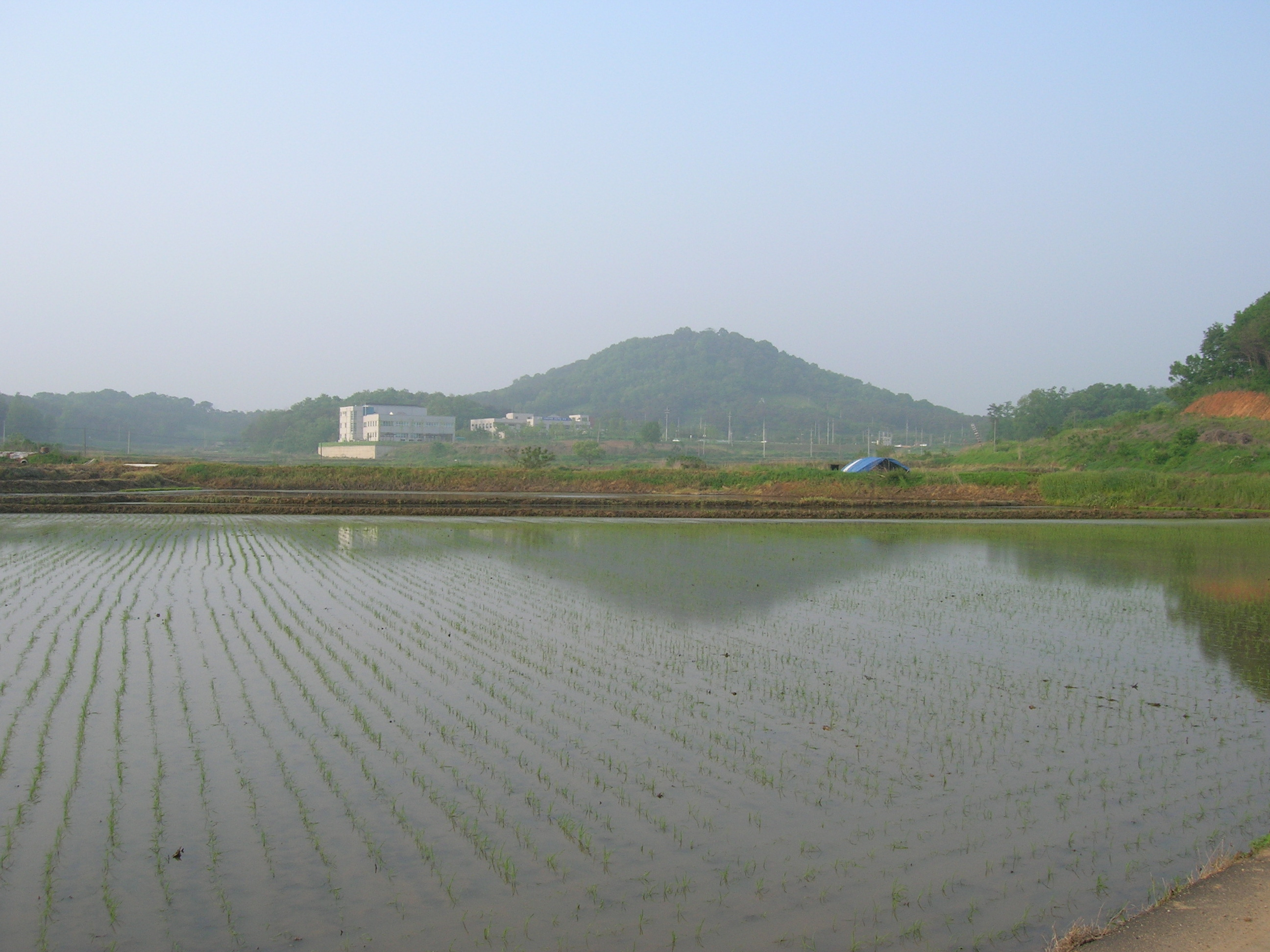
우정읍 논
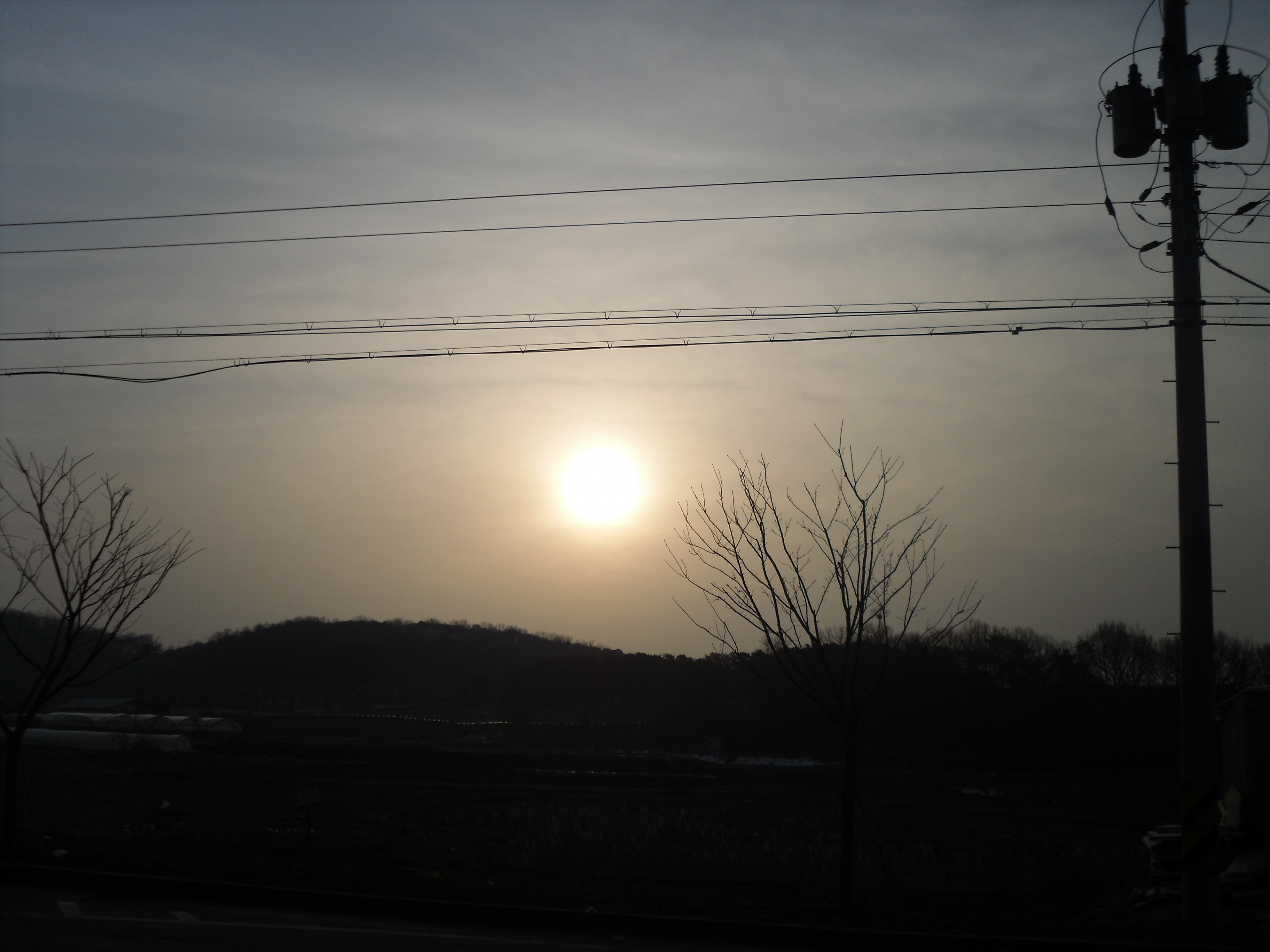
조암리 일출

## 주요 시설
- 조암터미널
- 기아 오토랜드 화성